# Теорема Эрдёша — Сёкефальви-Надя

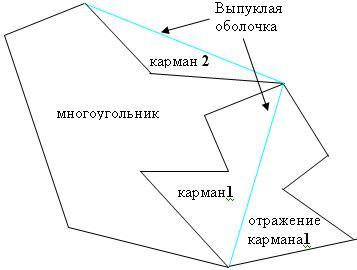
Отражение кармана

Теорема Эрдёша — Сёкефальви-Надя — результат в комбинаторной геометрии, согласно которому многоугольник без самопересечений может быть преобразован в выпуклый многоугольник путём конечного числа зеркальных отражений «карманов» — связных компонентов выпуклой оболочки. На каждом шаге определяется выпуклая оболочка многоугольника, и её ребро, относительно которого осуществляется отражение. Конечный многоугольник может иметь параллельные смежные рёбра, то есть быть слабо выпуклым. Помимо отражения, карман может быть преобразован поворотом на 180° относительно центра ребра оболочки. Такое преобразование оказывается более эффективным средством достижения выпуклости многоугольника.
Гипотезу сформулировал Пал Эрдёш в 1935 году и опубликовал в журнале American Mathematical Monthly. В 1939 году Сёкефальви-Надь доказал и опубликовал теорему.

## Теорема
Любой многоугольник без самопересечений может быть преобразован в слабо выпуклый конечным числом отражений карманов от ребер выпуклой оболочки.

### История
Теорема имеет курьёзную историю и была неоднократно передоказана. В 1995 году Бранко Грюнбаум обнаружил в оригинальном доказательстве малозаметную ошибку, которую ему удалось устранить.

## Вариации и обобщения
- Джосс и Шеннон доказали, что требуемое число отражений нельзя ограничить даже для четырехугольников. Они также дали оценку на число поворотов.
  - Любой {\displaystyle n}-угольник без самопересечений может быть преобразован в слабо выпуклый не более чем {\displaystyle (n-1)!} поворотом карманов относительно ребер выпуклой оболочки.
    - Авторы теоремы выдвинули гипотезу, что на самом деле достаточно {\displaystyle {\frac {1}{4}}n^{2}} поворотов[2]. На 2013 год она не доказана.

  - Тереома Грюнбаума — Закса: Любой многоугольник может быть преобразован в слабо выпуклый конечным числом поворотов карманов относительно ребер выпуклой оболочки.